# Ван Чунъян
Ван Чунъян (11 января 1113 — 22 января 1170) по китайскому календарю: 宋徽宗政和二年十二月廿二 — 金世宗大定十年正月初四 (кит. трад. 王重陽, упр. 王重阳, пиньинь Wáng Chóngyáng) — знаменитый даос, основатель школы Цюаньчжэнь во время династии Сун в XII веке. Ван Чунъян входит в число Пяти Северных Патриархов школы Цюаньчжэнь. 

## Имена
- Фамилия: Ван (王)
- Дополнительное имя: изначально Чжунфу (中孚), потом изменено на Дэвэй (德威), потом изменено на Чжэ (喆), когда он стал даосом
- Китайское имя: изначально Юньцин (允卿), потом изменено на Шисюн (世雄), потом изменено на Чжимин (知明), когда он стал даосом
- Китайское традиционное имя: Чунъянцзы Chongyangzi (重陽子), когда он стал даосом

## Биография
Ван Чунъян вырос в богатой семье, получил классическое образование.
Примерно 48 лет у него остановилось переночевать два бродяги, которым он дал приют. Он пошёл проводить путников в горы, и понял, что это — даосские бессмертные Чжунли Цюань и Люй Дунбинь. Через небольшое время он снова встретил бессмертных, которые объяснили ему сущность дао и внутреннюю алхимию трансформаций в виде письменных предписаний «Ганьшуй сяньюань лу». Он притворился немощным, чтобы иметь возможность не общаться с друзьями и домашними, и двенадцать лет занимался, запертый в задней комнате дома, даосской практикой, и обрёл бессмертие.
Он получил от бессмертных предписание найти себе семь учеников в провинции Шаньдун, обошёл все земли, говорил с тысячами людей, но никто не интересовался учением, а все искали либо богатства, либо славы. Он разочаровался, вернулся к себе на родину и прожил три года в пещере около горы Чжуннань. Тогда бессмертные надсмехались над ним, говоря, что «ты обрёл небеса — почему ты зарыл себя в землю», призывая найти всё-таки настоящих учеников, и намекая на имена некоторых из них.
После этого он встретил двух из семи своих учеников — это были Тань Чанчжэнь и Цю Чуцзи. В 1167 Ван направился в провинцию Шаньдун, там он встретил богатую бездетную супружескую пару Ма Юй и его жену Сунь Буэр, которые искали Учителя, чтобы посвятить себя Дао. Они предоставили свой дом для занятий медитацией и для собраний ищущих дао. Скоро возникла группа Семи Мастеров Цюаньжэнь из его учеников. Так образовалась школа Цюаньчжэнь, которая впоследствии стала самой влиятельной из даосских школ Китая.

## Сочинения
Ван Чунъян написал несколько стихотворных сочинений о даосизме.
Принципы вероучения Цюаньчжэнь изложены в трактате Ван Чунъяна «Ли цзяо ши у лунь» («Пятнадцать статей, устанавливающих учение»).
Вот также его сочинения:
- «An Anthology of Complete Perfection by Chongyang» (Chongyang quanzhen ji)
- «Chongyang’s Anthology on Teaching Transformation» (Chongyang jiaohua ji)
- «Chongyang’s Anthology of the Ten Transformations by Dividing Pears» (Chongyang fenli shihua ji) (The phrase «to divide a pear» is a pun for "to separate, " these were writings intended to convince Ma Yu and Sun Bu’er to separate in order to better cultivate the Dao.)

## Ученики (Семь Подлинных Учителей Севера)

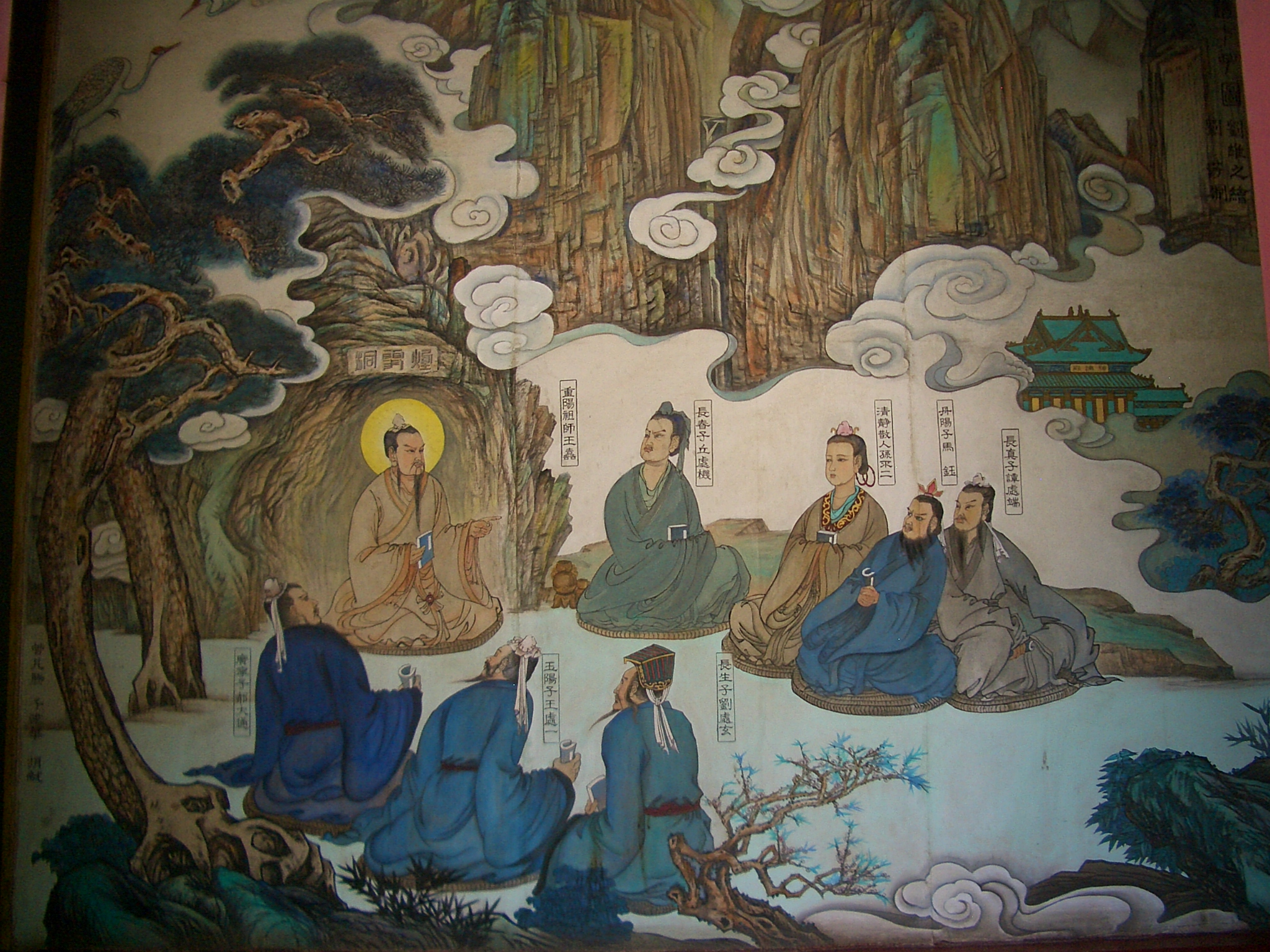
Ван Чуньян и его семь учеников, из храма Чанчунь в г.Ухань: дальний ряд справа налево: Цю Чуцзи,Сунь Буэр,Ма Юй,Тань Чудуань; дальний рад справа налево:Хао Датун, Ван Чуи,Лю Чусюань

Вторые имена в списке — даосские (дополнительные) имена мастеров как даосских учителей, под которыми мастера также часто упоминаются в литературе. Даосские имена обычно имеют символическое значение.
1. Ма Юй кит. 馬鈺 (Ма Данъян кит. 馬丹阳) — второй патриарх Цюаньжэнь, богатый добропорядочный хозяин дома из рода Ма, предоставивший свой дом в распоряжение новой общины, основатель подшколы Юсянь («Школа Встреч с Бессмертными»).
2. Сунь Буэр кит. 孙不二 (Сунь Цинцзин кит. 孙 清靜散人) — его жена, умная и образованная, которая, вступив на путь Дао, временно разлучилась с мужем и нищенствовала в столице, основательница подшколы Циньцзин (Школа Ясности и Покоя)
3. Цю Чуцзи кит. 丘处机 (Цю Чанчунь кит. 丘长春) — мастер, добившийся успехов при дворе Чингисхана, основатель Монастыря Белых Облаков в Пекине — основатель подшколы Лунмэнь (Школа Драконовых Ворот)
4. Тань Чудуань кит. 譚處端 (Тань Чанчжэнь кит. 谭长真) — основатель подшколы Наньу (Школа Южной Пустоты)
5. Лю Чусюань кит. 劉處玄 (Лю Чаншэн кит. 劉長生) — основатель подшколы Суйшань (Школа горы Суй)
6. Ван Чуи кит. 王處一 (Ван Юйян кит. 王玉阳) — основатель подшколы Юшань (Школа горы Ю)
7. Хао Датун кит. 郝大通 (Хао Гуаннин кит. 郝廣寧) — основатель подшколы Хуашань (Школа горы Хуа)

## Популярная культура
Ван Чунъян является одним из центральных персонажей нескольких сериалов-боевиков популярного гонконгского писателя Цзинь Юна, специализировавшегося на боевых искусствах. В его романах Ван Чунъян и бессмертные даосы были также мастерами боевых искусств и демонстрировали их в нескончаемых боях.